# Пітер Крістіан
Пітер Мартін Крістіан (англ. Peter M. Christian, нар. 16 жовтня 1947, Понпеї) — мікронезійський політик, президент держави Федеративні Штати Мікронезії з 11 травня 2015 року до 11 травня 2019 року.

## Біографія
Народився 16 жовтня 1947 року. Вищу освіту отримав в університеті Гаваїв (США). Був депутатом до парламенту федерального штату Мікронезії — острова Понпеї в 1975—1979 роках. З 1979 року — депутат парламенту Мікронезії, яка тоді ще перебувала під владою США.
З 2007 року був сенатором Конгресу Федеративних Штатів Мікронезії від Понпеї, очолюючи там комітет перевезень і повідомлень. Він був головою Комітету з транспорту з 2007 по 2011 роки в Конгресі Федеративних Штатів Мікронезії.
Президент Федеративних Штатів Мікронезії з 11 травня 2015 року до 11 травня 2019 року.